# 葡萄酒商的运气
《葡萄酒商的运气》（英語：A Heavenly Vintage）是2009年多国合拍爱情剧情片，由妮基·卡罗执导、编剧。影片取材于伊丽莎白·诺克斯同名小说，于2009年9月12日在多倫多國際電影節全球首映。影片由傑黑米·何內、韋娜·法米加、加斯帕德·尤利尔和姬莎·卡索-休斯主演，是卡罗第二次与曾获奥斯卡金像奖提名的新西兰女演员卡索-休斯合作。

## 剧情
影片讲述了雄心勃勃的年轻农民酿酒师索伯兰·乔多与他爱过的三个女人的故事。三个女人分别是貌美妻子卡勒斯特，学识渊博但高傲的男爵夫人欧若拉·德·瓦尔迪，以及与他建立起一种不太可能但持久的友谊，一直想和他性交的天使卡斯。在卡斯的指导下，索伯兰开始追叙爱情与信仰的本质，在此过程中与感性、神圣和亵渎作斗争，从而找出处在收成期的完美葡萄。

## 阵容
- 傑黑米·何內 饰 索伯兰·乔多（Sobran Jodeau）
- 韋娜·法米加 饰 欧若拉·德·瓦尔迪（Aurora de Valday）
- 加斯帕德·尤利尔 饰 卡斯，葡萄酒商的幸运天使（Xas, The Vintner's Luck）
- 姬莎·卡索-休斯 饰 卡勒斯特（Celeste）
- 瓦尼亚·维勒斯（Vania Vilers）饰 大乔多（Jodeau Senior）
- 埃里克·高登（英语：Eric Godon） 饰 莱西神父（Father Lesy）
- 帕特里斯·瓦洛塔（Patrice Valota）饰 瓦利伯爵（Comte de Vully）
- 让·路易·斯比尔（英语：Jean-Louis Sbille） 饰 亨利（Henri）
- 莉齐·布罗切雷（英语：Lizzie Brocheré） 饰 萨宾娜（Sabine）

## 制作
影片由妮基·卡罗执导，卡罗与琼·塞切尔编剧，改编自伊丽莎白·诺克斯同名小说。诺克斯对电影的执导方向感到失望，认为卡罗“抽掉了原作的真正内涵”，即索伯兰和卡斯的同性恋关系，这部分内容是小说的核心，但在影片中明显被淡化了，只保留了部分线索。诺克斯对她的故事遭人曲解感到不安和震惊，为此“躺在床上哭了几天”。
影片于新西兰奥克兰、比利时和法国取景，包括法国贝尔泽城堡。

## 发行
影片于2009年9月12日在多伦多国际电影节首映，随后于11月12日在新西兰上映，2010年1月14日在澳大利亚上映，10月23日登陆日本。美国方面，影片于2011年2月23日在塞多纳电影节首映。2012年1月25日，影片在法国上映。DVD于2010年9月20日在英国发行，2012年3月16日德国发行，4月17日美国发行。

## 评价

### 专业评价
影片在多伦多国际电影节上获得两极分化的评价。给出正面评价的有《黑色地平线》的保罗·费什彻（Paul Fishcer），他认为这是一部体现了人性和灵性，卡罗导演很巧妙地抓住细节，视觉很华丽，算是比较引人入胜的浪漫情景剧，主要靠耀眼的卡斯。3 News凯特·罗杰（Kate Rodger）认为，在他看来，影片是画面、音效和动作的完美合辑，充满令人陶醉的美丽画面。批评者有《好莱坞报道者》的彼得·布鲁内特，他认为很难相信2002年拍出了纯粹但意味深远的《鲸骑士》导演会把《葡萄酒商的运气》拍成一部愚蠢的夸张作品。《综艺》杂志的贾斯汀·张（Justin Chang）认为，卡罗在这部改编作品没能找到故事的感情脉络，认为改编作“单调、直白”，但是称赞宽银幕画面“很抒情”。

### 奖项
| 年份 | 大奖             | 获奖者                                 | 奖项                 | 结果 |
| ---- | ---------------- | -------------------------------------- | -------------------- | ---- |
| 2010 | 新西兰电影电视奖 | 韋娜·法米加                            | 最佳电影女主角       | 獲獎 |
| 2010 | 新西兰电影电视奖 | 葛蘭特·梅傑                            | 最佳电影布景         | 獲獎 |
| 2010 | 新西兰电影电视奖 | 比阿特丽克斯·帕斯托（Beatrix Pasztor） | 最佳电影服装设计     | 獲獎 |
| 2010 | 新西兰电影电视奖 | 丹尼斯·勒努瓦                          | 最佳摄影             | 提名 |
| 2010 | 新西兰电影电视奖 | 姬莎·卡索-休斯                         | 最佳电影女配角       | 提名 |
| 2011 | 休斯敦国际电影节 | 妮基·卡罗                              | 金雷米最佳导演       | 獲獎 |
| 2011 | 休斯敦国际电影节 | 《葡萄酒商的运气》                     | 评审团最佳海外影片奖 | 獲獎 |
| 2011 | 塞多纳国际电影节 | 《葡萄酒商的运气》                     | 最佳历史片           | 獲獎 |